# دوره هفتم مجلس شورای ملی
هفتمین مجلس شورای ملی در ۱۴ مهر ۱۳۰۷ خورشیدی برابر با ۲۱ ربیع‌الثانی ۱۳۴۷ هجری قمری بازگشایی و در ۱ آبان ۱۳۰۹ (۳۰ جمادی الاول ۱۳۴۹) پایان یافت. در این دوره مخالفان رضا شاه چون سید حسن مدرس از راهیابی به مجلس بازماندند.